# ديفيد هارلي
ديفيد هارلي (بالإنجليزية: David Harley)‏ هو كاتب بريطاني، ولد في 1949.